# آلما، سیبیو
الما، سیبیو (به لاتین: Alma, Sibiu) یک منطقهٔ مسکونی در رومانی است که در شهرستان سیبیو واقع شده‌است.

## خصوصیات
الما ۱٬۸۸۶ نفر جمعیت دارد.